# USS 오리스카니 (CV-34)

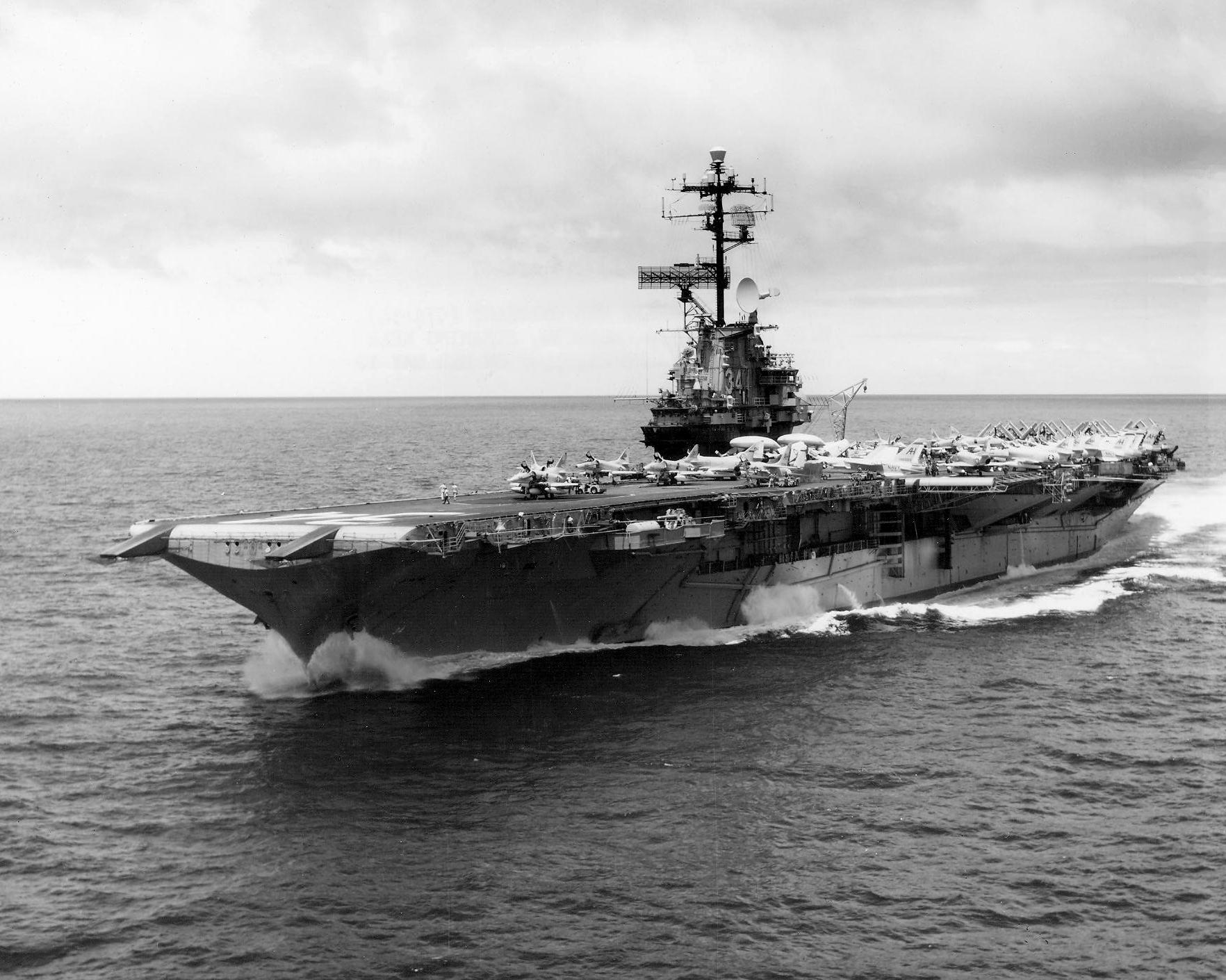

USS 오리스카니 (CV/CVA-34)는 미 해군의 제2차 세계 대전 이후 건조된 에식스급 항공모함이다.

## 역사
에식스급 항공모함은 24척이 건조되어 11척이 한국전쟁에 순차적으로 참전했다.
1952년 9월 15일, 오스카리니가 한국에 파병되었다. 10월 17일 일본 요코스카에 도착해 10월 31일 한국 해안의 태스크 포스 77에 합류했다. 적의 보급선을 폭격했으며, 해안을 따라 기관포 공격을 했다. 11월 18일 미그-15 2대를 격추하고, 한대를 손상시켰다. 공습은 1953년 2월 11일까지 계속되었다. 일본에 잠시 들렀다가 1953년 3월 1일 다시 한국으로 왔다. 3월 29일까지 공습을 하다가 홍콩에 잠시 들렀다. 4월 8일에 다시 한국 공습을 시작했다. 4월 22일 한국 해안을 떠나 요코스카에 잠시 머물렀다가 5월 2일 샌디에고로 출발, 5월 18일 도착했다.